# Junkers CL.I
Le Junkers CL.I est la dénomination militaire allemande du Junkers J.10, dixième type d'appareil conçu par les ingénieurs Junkers. Le prototype fit son premier vol en mai 1918.
Le CL.I était un monoplan biplace entièrement métallique d'attaque au sol, armé de deux mitrailleuses : une tirant vers l'avant, l'autre manœuvré par le passager à l'arrière. Sa robustesse et ses bonnes performances en firent le successeur du Halberstadt CL.IV utilisé alors dans les missions d'attaque au sol.
43 appareils furent fabriqués, mais arrivés sur le tard au front, peu furent effectivement utilisés lors de la Première Guerre mondiale. Par contre, ils servirent en 1919 dans les « Freikorps » allemands contre les Polonais et les bolcheviks russes, en association avec les Junkers J 9 (appelés D.1 par les militaires allemands).
Après guerre,  certains appareils équipés d'un habitacle fermé au-dessus du poste de mitrailleur, servirent de transports civils de (d'un seul) passager.